# Danuta Zawisławska

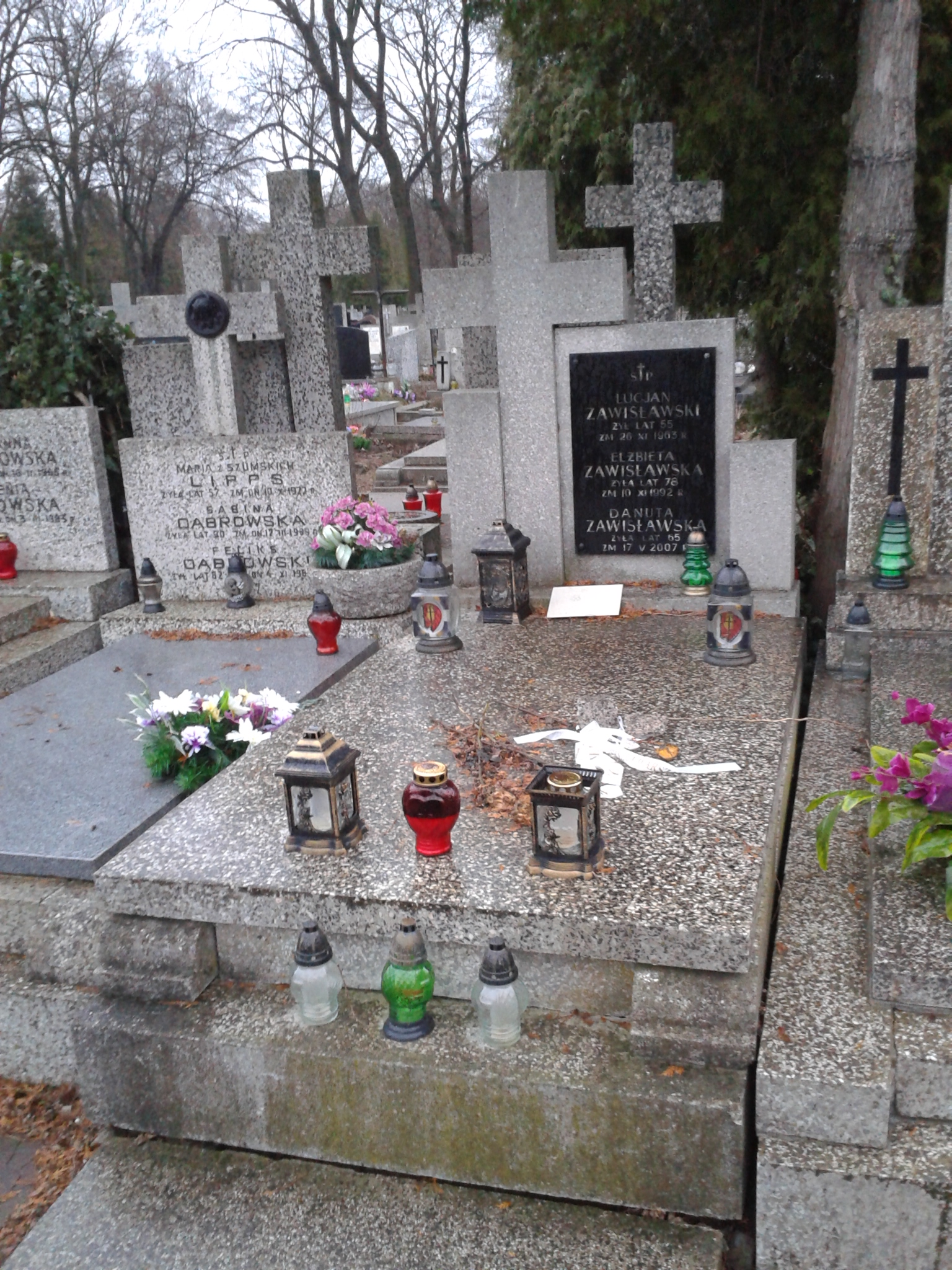
Grobowiec Danuty Zawisławskiej na cmentarzu Bródnowskim w Warszawie

Danuta Zawisławska (ur. 6 maja 1942, zm. 17 maja 2007) – polska ekonomistka, specjalizująca się w zakresie marko i mikroekonomii zarządzania, doktor habilitowana Kolegium Nauk Społecznych i Administracji Politechniki Warszawskiej. 

## Kariera naukowa
Danuta Zawisławska była związana zawodowo z Instytutem Ekonomii Politycznej oraz Akademią Nauk Społecznych, na Politechnice Warszawskiej wykładała w Kolegium Nauk Społecznych i Administracji. Prowadziła badania nad wpływem postępu naukowo-technicznego na zatrudnienie w procesie produkcji. 

## Publikacje książkowe
- Ekonomiczne aspekty ochrony środowiska naturalnego;
- Wpływ zmian strukturalnych na materiałochłonność produkcji.

Pochowana na cmentarzu Bródnowskim w Warszawie (kw. 28F, rząd 2, grób 15).